# Ромашково (Костромская область)
Ромашково — деревня в Берёзовском сельском поселении Галичского района Костромской области России.

## География
Деревня расположена у реки Ноли.

## История
Согласно Спискам населенных мест Российской империи в 1872 году сельцо Ромашково относилось к 2 стану Солигаличского уезда Костромской губернии. В нём числилось 12 дворов, проживало 30 мужчин и 31 женщина.
Согласно переписи населения 1897 года в деревне проживал 71 человек (32 мужчины и 39 женщин).
Согласно Списку населенных мест Костромской губернии в 1907 году деревня относилась к Нольско-Березовской волости Солигаличского уезда Костромской губернии. По сведениям волостного правления за 1907 год в ней числилось 16 крестьянских дворов и 114 жителей. В деревне имелась водяная мельница.
До муниципальной реформы 2010 года деревня также входила в состав Березовского сельского поселения.

## Население
По состоянию на 1 января 2014 года в деревне числилось 1 хозяйство, но постоянного населения деревня не имеет.
| 2008 | 2010 | 2012 | 2014 |
| ---- | ---- | ---- | ---- |
| 0    | →0   | →0   | →0   |